# NGC 4550
NGC 4550 ist eine Linsenförmige Galaxie mit aktivem Galaxienkern vom Hubble-Typ SB0 im Sternbild Jungfrau auf der Ekliptik. Das Zentrum von NGC 4550 weist geringe Mengen molekularen Wasserstoff und interstellaren Staub auf, letzterer ist dabei in eine Scheibe um das Zentrum konzentriert, in der Sternentstehung stattfindet, wenngleich langsam.
Die Galaxie ist schätzungsweise 18 Millionen Lichtjahre von der Milchstraße entfernt und hat einen Durchmesser von etwa 15.000 Lichtjahren. Unter der Katalognummer VCC 1619 ist sie als Mitglied des Virgo-Galaxienhaufens gelistet und zeichnet sich darin als eine der wenigen Galaxien mit einer Vielzahl gegenläufig rotierenden Sternen aus. Die Sterne sind dabei auf zwei ähnlich große und ähnlich helle ineinander verschachtelte Scheiben verteilt, weshalb vermutet wird, dass es sich um das Resultat eine Galaxienverschmelzung handelt.
Gemeinsam mit NGC 4551 bildet sie das optische Galaxienpaar Holm 422. Im selben Himmelsareal befinden sich u. a. die Galaxien NGC 4552, IC 3509, IC 3574, IC 3586.
Das Objekt wurde am 17. April 1784 von dem deutsch-britischen Astronomen Wilhelm Herschel mithilfe seines 18,7 Zoll-Spiegelteleskops entdeckt.